# دایکتو فیما رنالی
دایکتو فیما رنالی (نام علمی: Dioctophyme renale) که معمولاً به عنوان کرم غول پیکر کلیه شناخته می‌شود، یک نماتد انگلی (کرم گرد) است که شکل بالغ آن در کلیه برخی پستانداران یافت می‌شود. این کرم در سراسر جهان وجود دارد، اما کمتر در آفریقا و اقیانوسیه مشاهده شده‌است. فیما رنالی اغلب بر حیواناتی نظیر سگ، روباه، شغال و راسو که از ماهی‌های تغذیه می‌کنند؛ دیده می‌شود. آلودگی شدن انسان نادر است، اما در صورت ورود به بدن کشنده نیست، اما منجر به تخریب یک کلیه می‌شود. یک بررسی در سال ۲۰۱۹ در مجموع ۳۷ مورد انسانی شناخته شده دیوکتوفیمیازیس را در ۱۰ کشور با بالاترین تعداد مبتلا را فهرست کرد (چین در رتبه اول). پس از تشخیص از طریق نمونه برداری بافت، تنها درمان، جراحی و خارج سازی انگل است.

## شکل انگل
کرم بالغ بسیار طویل، بزرگ، قرمز و استوانه ای شکل است. طول کرم ماده یه یک متر و قطر آن به حدود یک سانتیمتر می‌رسد. در اطراف دهان بدون لب انگل، حلقه ای از ۶ پاپی دیده می‌شود.
کرم نر در قسمت پسین دارای کیسه لقاح بدون دنده است که روی آن تعداد زیادی پاپی دیده می‌شود و یک اسپیکول دراز دارد.

## نشانه‌های بالینی
کرم از بافت کلیه تغذیه می‌کند به‌طوری که تنها بافت یوندی و کپسول کلیه باقی می‌ماند. نشانه‌های اصلی آلودگی شامل قولنج کلیوی، هماتوری و درد در موقع دفع ادرار است. گاهی کرم در مجاری هالب قرار می‌گیرد و با ایجاد انسداد، سبب ارومی می‌شود یا آنگه از این راه به خارج بدن راه می‌یابد. ممکن است نشانه‌های عمومی نظیر بی اشتهایی، لاغری و تعرق زیاد نیز مشاهده می‌شود.

## چرخه زندگی

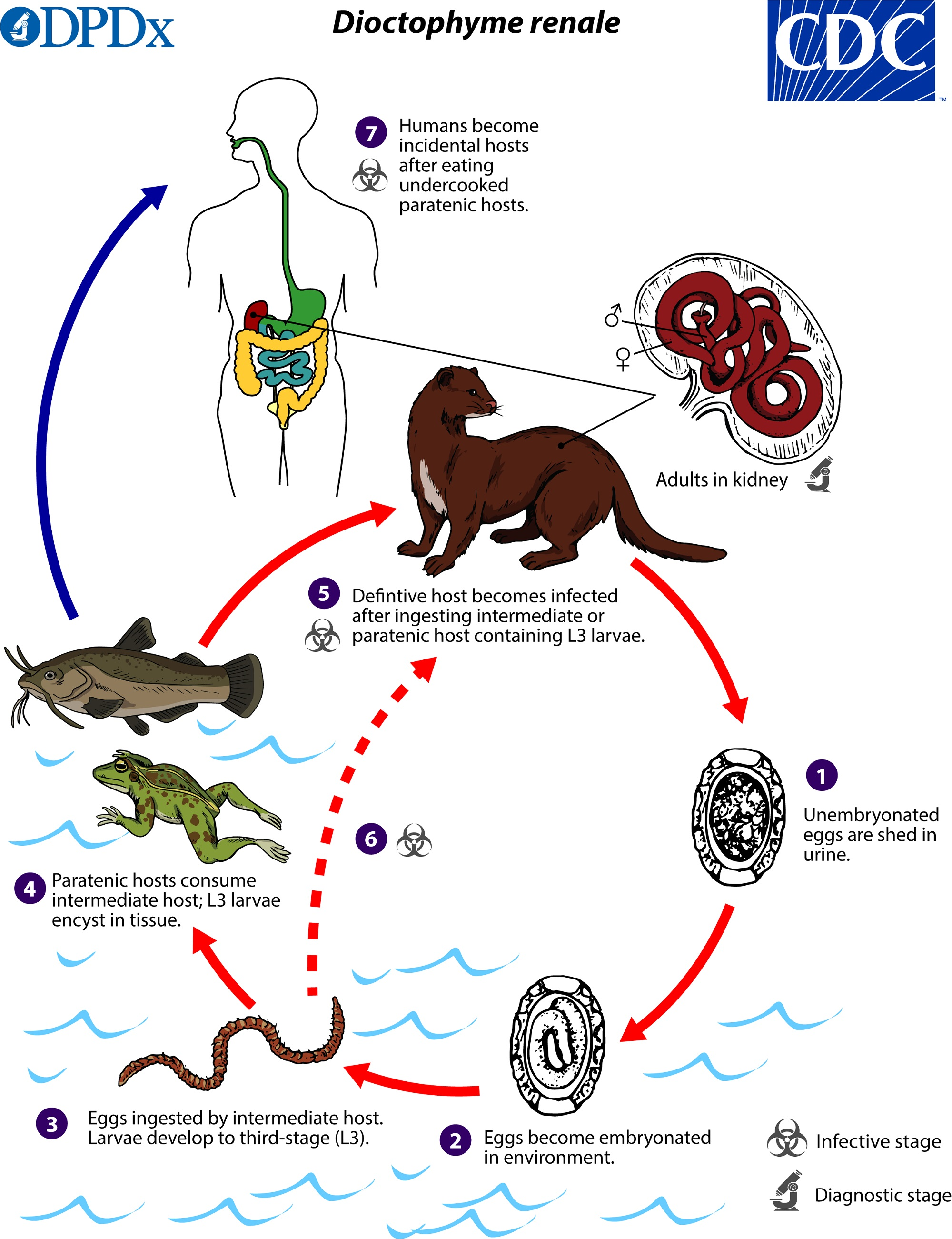
چرخه زندگی کرم غول پیکر کلیه.

کرم بالغ در کلیه بویژه دز کلیه راست و گاهی در کبد حیوانات زندگی می‌کند. تخم با ادرار دفع می‌شود و اگر در آب قرار گیرد در مدت چندین هفته جنین در آن تشکیل می‌شود. هر گاه این تخم توسط یک نوع کرم آبزی خورده شود تخم جنین دار داخل حفره گوارش کرم باز می‌شود و لارو وارد حفره عمومی بدن و از آنجا وارد بافت‌های مختلف میزبان می‌گردد و درون کیسه ای قرار می‌گیرد.
چنانچه کرم توسط یک ماهی خورده شود به کلیه ماهی راه می‌یابد و درون بدن جاندار لارو آزاد می‌کند که به صورت کیستی در بدن ماهی قرار می‌گیرد. اگر این ماهی توسط میزبان نهایی خورده شود کرم به حفره شکم و کلیه‌ها می‌رود و در آنجا بالغ می‌شود.

## تشخیص

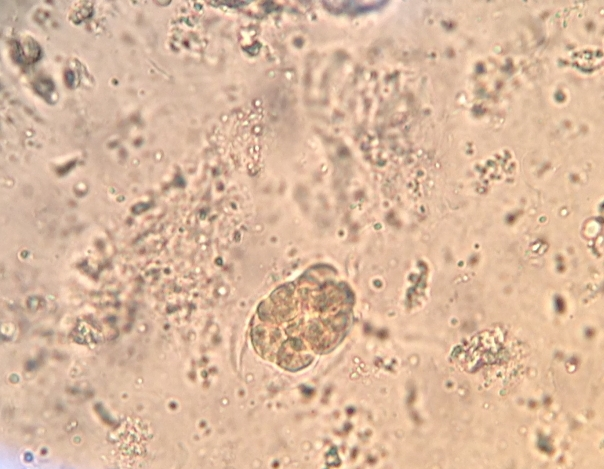
تخم رنالی

راه تشخیص قطعی از طریق بررسی ادرار مریض است. همچنین بررسی تاریخچه بیمار (مثلاً اگر ماهی نیم پز یا نپخته مصرف کرده‌است) به تشخیص کمک می‌کند. از طریق رادیولوژی نیز می‌توان تشخیص داد.

## اپیدمیولوژی
مقاومت تخم در شرایط مختلف زیاد است. تعداد کرم اغلب کم و تنها یکی است. نسبت آلودگی در سگ‌ها در برخی کشورها بسیار بالاست.
صبا در سال ۱۳۳۵، برای اولین بار وجود انگل را در شغال‌های شمال کشور گزارش کرد. پژوهش دیگری نشان داد که ۱۳ درصد از سگ‌های ولگرد و ۳۵ درصد از شغال‌های ناحیه تنکابن به این انگل آلوده‌اند. آلودگی سگ‌های فومن در استان گیلان توسط زاکاریان و شفایی گزارش شده‌است.